# دیوبک
دیوبک (به لاتین: Dyubek) یک منطقهٔ مسکونی در روسیه است که در داغستان واقع شده‌است.